# Tanaecia
Tanaecia är ett släkte av fjärilar. Tanaecia ingår i familjen praktfjärilar.

## Dottertaxa tillTanaecia, i alfabetisk ordning[1]
- Tanaecia adima
- Tanaecia adustata
- Tanaecia albifasciata
- Tanaecia ambalika
- Tanaecia ambrysus
- Tanaecia amisa
- Tanaecia ampla
- Tanaecia andersonii
- Tanaecia anisikani
- Tanaecia appiades
- Tanaecia apsarasa
- Tanaecia aquamarina
- Tanaecia arama
- Tanaecia aridaya
- Tanaecia aruna
- Tanaecia aryana
- Tanaecia asoka
- Tanaecia atrapaces
- Tanaecia balarama
- Tanaecia balina
- Tanaecia baweana
- Tanaecia blumei
- Tanaecia borromeoi
- Tanaecia bougainvillei
- Tanaecia bungurana
- Tanaecia böttgeri
- Tanaecia caerulescens
- Tanaecia calliphorus
- Tanaecia carma
- Tanaecia chariestata
- Tanaecia cibaritis
- Tanaecia clathrata
- Tanaecia cocytina
- Tanaecia cocytus
- Tanaecia coelebs
- Tanaecia cognata
- Tanaecia colorata
- Tanaecia consanguinea
- Tanaecia cooperi
- Tanaecia crowleyi
- Tanaecia dandapani
- Tanaecia darani
- Tanaecia dhayma
- Tanaecia diardi
- Tanaecia dinorah
- Tanaecia djataca
- Tanaecia dodong
- Tanaecia dohertyi
- Tanaecia dukha
- Tanaecia ellida
- Tanaecia elone
- Tanaecia evanescens
- Tanaecia exul
- Tanaecia flaminia
- Tanaecia flora
- Tanaecia floralis
- Tanaecia fruhstorferi
- Tanaecia gandarva
- Tanaecia godartii
- Tanaecia gopia
- Tanaecia heliophila
- Tanaecia heringi
- Tanaecia indochinensis
- Tanaecia indras
- Tanaecia interrupta
- Tanaecia irenae
- Tanaecia irma
- Tanaecia jahnides
- Tanaecia jahnita
- Tanaecia jahnu
- Tanaecia japis
- Tanaecia javana
- Tanaecia jordani
- Tanaecia julii
- Tanaecia khasiana
- Tanaecia lepidea
- Tanaecia leucotaenia
- Tanaecia locbania
- Tanaecia ludekingii
- Tanaecia lupina
- Tanaecia lutala
- Tanaecia lutalina
- Tanaecia maclayi
- Tanaecia macnairi
- Tanaecia magnolia
- Tanaecia manata
- Tanaecia manavira
- Tanaecia mara
- Tanaecia margarita
- Tanaecia margiola
- Tanaecia martigena
- Tanaecia martini
- Tanaecia matala
- Tanaecia mirditta
- Tanaecia mitra
- Tanaecia miyana
- Tanaecia montivaga
- Tanaecia munda
- Tanaecia mycsotina
- Tanaecia namarupa
- Tanaecia niasana
- Tanaecia nicevillei
- Tanaecia niricvara
- Tanaecia nirodha
- Tanaecia norima
- Tanaecia nyagrodna
- Tanaecia obscurata
- Tanaecia odilina
- Tanaecia orphne
- Tanaecia palabuana
- Tanaecia palawana
- Tanaecia palguna
- Tanaecia panayana
- Tanaecia paramitra
- Tanaecia pardalis
- Tanaecia parvata
- Tanaecia paryanya
- Tanaecia pelea
- Tanaecia penerka
- Tanaecia phintia
- Tanaecia phlegethon
- Tanaecia picta
- Tanaecia pratyeka
- Tanaecia producta
- Tanaecia pseudo-valmikis
- Tanaecia pulasara
- Tanaecia puloa
- Tanaecia purpurea
- Tanaecia puseda
- Tanaecia robertsi
- Tanaecia rudraca
- Tanaecia rugosotina
- Tanaecia sakii
- Tanaecia sakyamuni
- Tanaecia salangana
- Tanaecia salina
- Tanaecia samasara
- Tanaecia samudaya
- Tanaecia sananda
- Tanaecia satapana
- Tanaecia sebonga
- Tanaecia sedeva
- Tanaecia semperi
- Tanaecia siddhartha
- Tanaecia singoradja
- Tanaecia sipora
- Tanaecia smaragdifera
- Tanaecia sramanas
- Tanaecia sthavara
- Tanaecia stoliczkana
- Tanaecia stygiana
- Tanaecia subclathrata
- Tanaecia subochrea
- Tanaecia sumatrana
- Tanaecia superba
- Tanaecia supercilia
- Tanaecia tiara
- Tanaecia trigerta
- Tanaecia trilobata
- Tanaecia triratna
- Tanaecia upasakas
- Tanaecia uposatha
- Tanaecia valmikis
- Tanaecia vandeldeni
- Tanaecia varuna
- Tanaecia waterstradti
- Tanaecia watsoni
- Tanaecia vicrama
- Tanaecia vikramida
- Tanaecia vinaya
- Tanaecia viola
- Tanaecia violaria
- Tanaecia violetta
- Tanaecia virescens
- Tanaecia visandra
- Tanaecia vordermanni
- Tanaecia vuiana
- Tanaecia xiphiones
- Tanaecia yasodara